# Izraelsko ratno zrakoplovstvo
Izraelsko ratno zrakoplovstvo (heb. זרוע האוויר והחלל, Zroa HaAvir VeHahalal), dio Izraelskih obrambenih snaga zadužen za obranu zračnog prostora države Izrael.